# Paranaitis abyssalis
Paranaitis abyssalis é uma espécie de anelídeo pertencente à família Phyllodocidae.
A autoridade científica da espécie é Hartmann-Schröder, tendo sido descrita no ano de 1975.
Trata-se de uma espécie presente no território português, incluindo a sua zona económica exclusiva.